# Ukna-Melby biotopskyddsområde
Ukna-Melby biotopskyddsområde este o arie protejată (arie specială de conservare — SAC, sit de importanță comunitară — SCI) din Suedia întinsă pe o suprafață de 4,9 ha, integral pe uscat.

## Localizare
Centrul sitului Ukna-Melby biotopskyddsområde este situat la coordonatele 58°04′18″N 16°14′43″E / 58.0717°N 16.2452°E.

## Înființare
Situl Ukna-Melby biotopskyddsområde a fost declarat sit de importanță comunitară în ianuarie 2002 pentru a proteja 1 specie de plante. Situl a fost protejat și ca arie specială de conservare în martie 2011.

## Biodiversitate
Situată în ecoregiunea boreală, aria protejată conține 1 habitat natural: Păduri fino-scandinave bogate în ierburi cu Picea abies.
La baza desemnării sitului se află o specie protejată de  plante: Buxbaumia viridis.